# Višnjićevo
Višnjićevo (izvirno srbsko Вишњићево) je naselje v Srbiji, ki upravno spada pod Občino Šid; slednja pa je del Sremskega upravnega okraja.

## Demografija
V naselju živi 1496 polnoletnih prebivalcev, pri čemer je njihova povprečna starost 39,0 let (37,7 pri moških in 40,3 pri ženskah). Naselje ima 635 gospodinjstev, pri čemer je povprečno število članov na gospodinjstvo 2,99.
To naselje je, glede na rezultate popisa iz leta 2002, večinoma srbsko, a v času zadnjih treh popisov je opazno zmanjšanje števila prebivalcev.
|  |

| Demografija | Demografija     | Demografija     |
| Leto        | Št. prebivalcev | Št. prebivalcev |
| ----------- | --------------- | --------------- |
|             |                 |                 |
|             |                 |                 |
|             |                 |                 |
|             |                 |                 |
| 1948        | 1971            |                 |
| 1953        | 2111            |                 |
| 1961        | 2169            |                 |
| 1971        | 2318            |                 |
| 1981        | 2030            |                 |
| 1991        | 1963            | 1951            |
| 2002        | 1976            | 1899            |
|             |                 |                 |

| Etnična sestava po popisu iz leta 2002 | Etnična sestava po popisu iz leta 2002 | Etnična sestava po popisu iz leta 2002 | Etnična sestava po popisu iz leta 2002 | Etnična sestava po popisu iz leta 2002 |
| -------------------------------------- | -------------------------------------- | -------------------------------------- | -------------------------------------- | -------------------------------------- |
| Srbi                                   | Srbi                                   |                                        | 1.774                                  | 93,41%                                 |
| Slovaki                                | Slovaki                                |                                        | 52                                     | 2,73%                                  |
| Jugoslovani                            | Jugoslovani                            |                                        | 21                                     | 1,10%                                  |
| Hrvati                                 | Hrvati                                 |                                        | 8                                      | 0,42%                                  |
| Rusi                                   | Rusi                                   |                                        | 2                                      | 0,10%                                  |
| Rusini                                 | Rusini                                 |                                        | 1                                      | 0,05%                                  |
| Nemci                                  | Nemci                                  |                                        | 1                                      | 0,05%                                  |
| Muslimani                              | Muslimani                              |                                        | 1                                      | 0,05%                                  |
| Madžari                                | Madžari                                |                                        | 1                                      | 0,05%                                  |
| Neznano                                | Neznano                                |                                        | 3                                      | 0,15%                                  |